# Plymouth Albion Rugby Football Club
Maillots
 Plymouth Albion Rugby Football Club est un club de rugby anglais fondé en 1875 et basé à Plymouth qui joue actuellement en RFU Championship, c’est-à-dire la seconde division anglaise.

## Historique

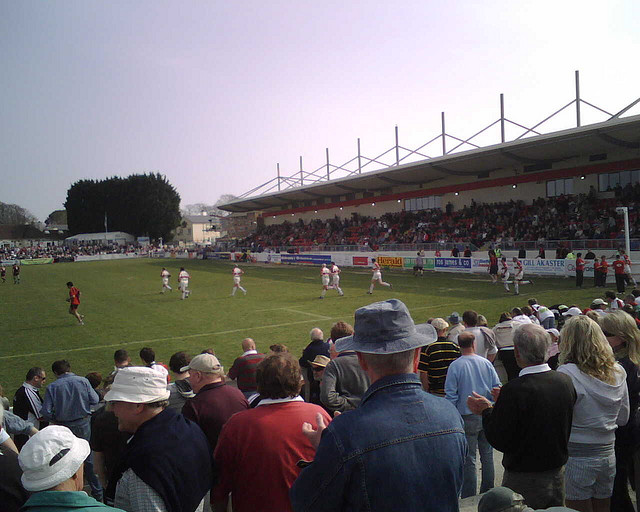
Brickfield Recreation Ground

Le club actuel résulte de la fusion en 1915 de deux clubs préexistants : Plymouth RFC, fondé en 1875, qui a donné à Plymouth son premier international en 1902 (James Peters), et Devonport Albion créé en 1876 par de jeunes apprentis dockers du port militaire de Plymouth. Plymouth Albion RFC (PARFC) devient l’un des meilleurs clubs d’Angleterre dans les années 1920, comptant plusieurs internationaux dans ses rangs (5 lors du seul tournoi des cinq nations 1929). Plymouth est versé en quatrième division lors de la création des championnats nationaux en 1987 et végète jusqu’en 1999, date à laquelle il est repris en main par l’ancien international anglais de Bath Graham Dawe, qui emmène le club jusqu’en deuxième division en 2002, après une série de plus de 50 matches sans défaite. L’objectif avoué est la montée en Premiership (meilleur classement 3e en 2003). Signes de l’ambition du club, la constitution du club en SARL en 2001, puis le passage en 2003 du petit stade décrépit de Beacon Field au Brickfield Recreation Ground, enceinte moderne de 8 500 places.

## Joueurs célèbres
- Graham Dawe
- Justin Mensah-Coker
- Jack Nowell
- David Palu
- Martín Schusterman
- Jannie Bornman
- Jane du Toit

## Palmarès
- Vainqueur du championnat d'Angleterre de 3e division (National Division Two) en 2002